# Pessegueiro do Vouga
Pessegueiro do Vouga ist eine Gemeinde (Freguesia) im portugiesischen Kreis Sever do Vouga. In ihr leben 1715 Einwohner (Stand 19. April 2021).